# کلهون سیتی، میسیسیپی
کلهون سیتی (به انگلیسی: Calhoun City) شهرکی در ایالت میسیسیپی کشور ایالات متحده آمریکا است که جمعیت آن در سرشماری سال ۲۰۱۰ میلادی، ۱٬۷۷۴
نفر بوده‌است.